# Gilius Packet
Gilius Packet (även skrivet Packeli eller Packell), död 1575, var en tysk-svensk kanongjutare.
Gilius Packet inkom till Sverige från Danzig 1554 på inbjudan av Gustav Vasa som expert på kanoner. Han verkar redan från början ha fått tillstånd att anlägga ett kanongjuteri på Norrmalm och arbetet att uppföra det började redan 1554. Även ett hus för Gilius Packet uppfördes på platsen. 1555 anges han som arklimästare. Stora ryska kriget blev elddopet för Packets konstruktioner. Han tycks ha varit mest intresserad av experiment, och Gustav Vasa klagade flera gånger över att Packets leveranser tog tid. En tid 1558 tycks han ha suttit fängslad, troligen på grund arbeten som inte levt upp till sina löften. 1561 anställdes han av Erik XIV som ledare för den svenska kanontillverkningen. 1564 skedde en större utbetalning till Packet för 58 kanoner han tillverkat för kronans räkning. Senast från det året var han verksam för fyrverket, brandkulor av olika slag verkar ha varit hans specialitet. Packet förblev lojal med Erik XIV ända fram till slutet och fängslades sedan kungens styre fallit. Efter ett brev till Johan III med begäran om benådning gavs han 1569 uppdrag att inrätta ett nytt bössgjuteri i Uppsala. 1571 fick han rätt att fritt använda metall från Dannemora gruva och fick samma år även tillstånd att tillsammans med Caspar Johansson inrätta och driva ett mässingsbruk vid Vattholma. 1573 fick han uppdrag att arbeta med anläggandet av mässingsbruket i Vällinge men verkar ha kommit i konflikt med Johan III och trädde i stället i hertig Karls tjänst som bössgjutare.